# Pickwick

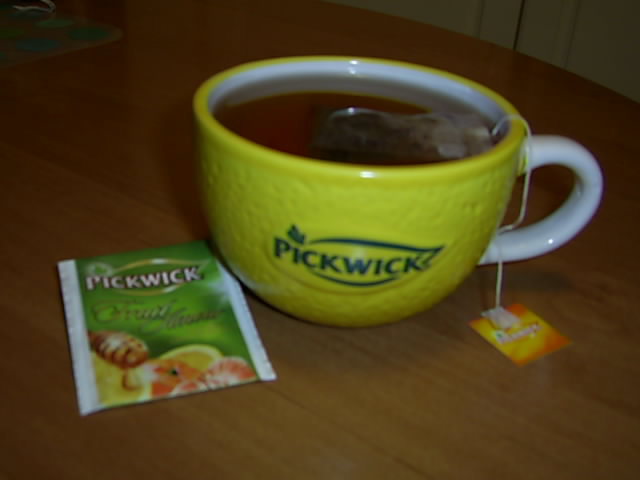
Té Pickwick en una taza promocional.

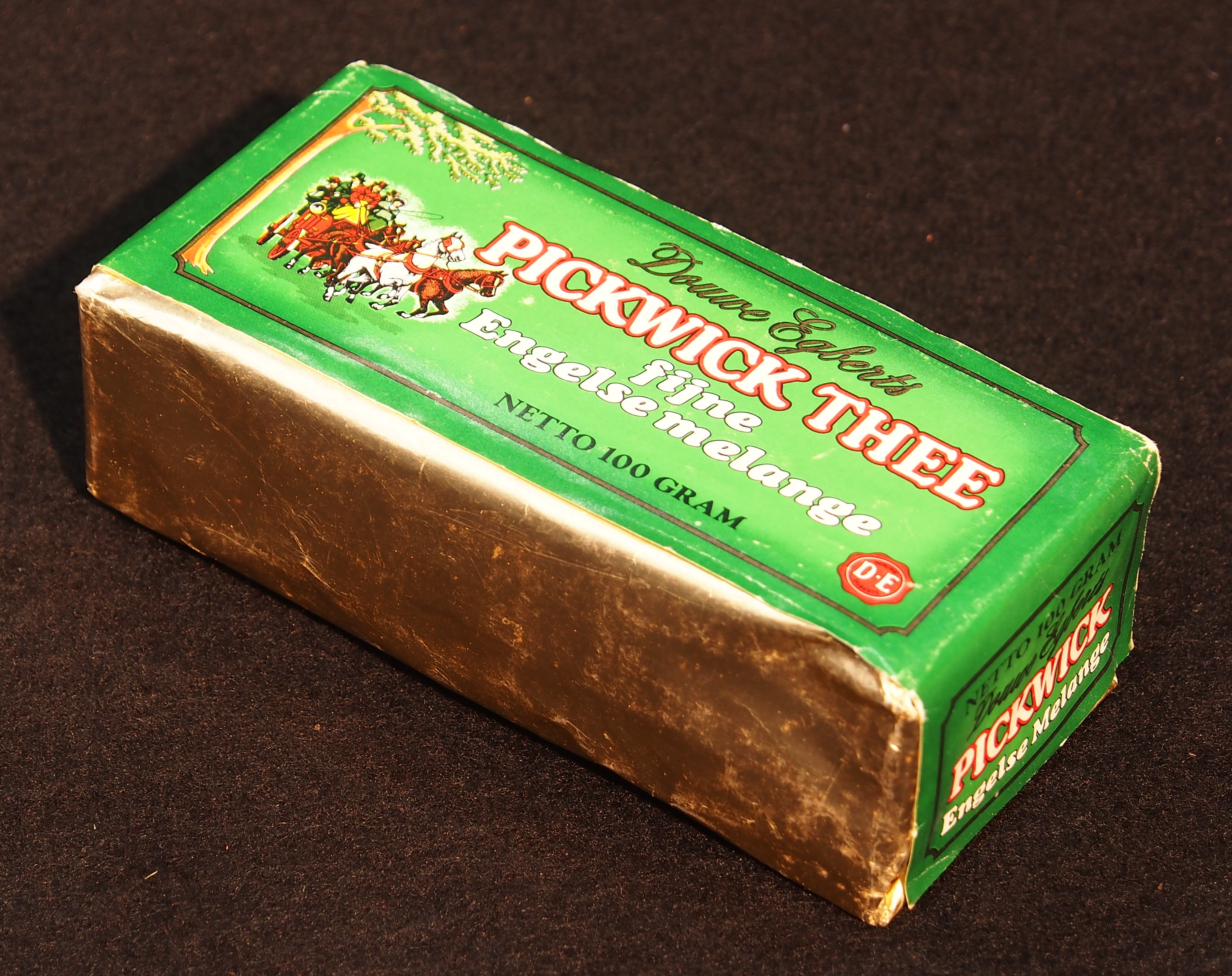
Antiguo embalaje de la marca.

Pickwick es una marca de té, comercializada por la compañía neerlandesa Douwe Egberts. Es la marca de té más comercializada en los Países Bajos y la marca líder en cuota de mercado de té negro allí, aunque su participación ha ido disminuyendo debido a la competencia. A fecha de 2014, también es la principal marca de té en Dinamarca, con un 27% de cuota de mercado.

## Historia
El té Douwe Egberts había sido comercializado bajo el nombre de la compañía desde 1753, pero en 1937, el nombre de Pickwick fue elegido por la esposa del presidente Johannes Hessel, inspirada por la primera novela de Charles Dickens: Los papeles póstumos del Club Pickwick. En la década de 1990 la marca se introdujo en Europa Central y Oriental, y en 2015 en los Estados Unidos en cantidades limitadas.

## Variedades
Los tés Pickwick incluyen el té negro, té verde, té blanco, té de sabores y té de hierbas.